# 約納斯·巴薩納維丘斯
约纳斯·巴萨纳维丘斯（立陶宛語：、1851年11月23日-1927年2月16日)、波兰语名为扬·巴萨诺维奇（波蘭語：Jan Basanowicz）是立陶宛独立活动家和支持者、他参与了每一个立陶宛独立的每一个大事件。由于他的贡献。他经常被立陶宛人称为“国家的牧首”。

### 资料来源
Breslavskienė, Laimutė. . Bernardinai.lt. 16 February 2012  [11 June 2017]. （原始内容存档于2012-05-12） （立陶宛语）.